# 耶律何魯掃古
耶律何魯掃古（やりつ かろそうこ、生没年不詳）は、遼（契丹）の軍人。字は烏古隣。

## 経歴
孟父房の末裔。重熙末年、祗候郎君に補任された。清寧初年、安州団練使を加えられた。太康年間、懐徳軍節度使・奚六部禿里太尉を歴任した。枢密官とともに東北辺境の行政を担当し、左護衛太保に転じた。道宗に近侍して、物言いは率直であり、他者の考えを忖度しなかったので、道宗に優遇された。
太安8年（1092年）、知西北路招討使事となった。耶睹刮らの侵攻があったため、何魯掃古は北阻卜の首長の磨古斯（マルクズ）を誘って耶睹刮を攻撃し、多くの捕虜をえた。功績により左僕射の位を加えられた。再び耶睹刮らを討ったが、誤って磨古斯を攻撃したため、磨古斯は遼に反抗するようになった。太安9年（1093年）、都監の蕭張九を派遣して磨古斯を討たせたが勝利できず、2室韋と六院部・特満群牧・宮分などの軍が磨古斯に敗北した。何魯掃古は事実を報告しなかったことから、罪に問われて官を剥奪され、杖罰を受けた。
寿昌6年（1100年）、惕隠となった。侍中を兼ね、保節功臣の称号を賜った。乾統元年（1101年）、道宗が死去すると、宰相耶律儼とともに総山陵事をつとめた。乾統3年（1103年）、南院大王となった。致仕して、死去した。

## 伝記資料
- 『遼史』巻94 列伝第24